# Сехенд
Сехенд (Сахе́нд, Саханд, перс. سهند‎, азерб. Səhənd) — вулканический массив на северо-западе Ирана. Высшая точка — гора Херем-Даг (Харамдаг), высота — 3710 м (3707 м), которая имеет серьезно эродированную вершину. Сехенд расположен в 40 км к югу от Тебриза.

## География
Вулканический массив Сехенд является частью горного хребта Эльбурс и протягивается с запада на восток. Два его самых высоких пика — Саханд и Джам — связаны друг с другом. Саханд круглый год покрыт снегом. Его склоны покрыты розами, базиликом и рябчиками. Восточная граница массива — щахрестан Хащтруд (букв.: Восьмиречный) вплоть до долины реки Кызылузен, а западная ее граница — восточный берег озера Урмия. Массив простирается на 90 км в длину и располагается в центре широкой впадины, находящейся на западе около озера Урмия, на севере — около Тебризской равнины, а на юге — около Миандоаба, чьи холмы сформированы независимо от окрестных вулканических масс. Его облик состоит из многих вулканических гор, что его существенно отличает от горного рельефа в его окружении, а также и от всех остальных иранских вулканов, а сформировался он в результате долгосрочного процесса эрозии, который разрушил его стратовулканическую структуру, и в результате центральная гора сегодня состоит из трех главных вершин, которые друг от друга удалены на 10-12 км. Указанные вершины покрыты снежными шапками, которые получают для себя воду из многочисленных потоков и небольших рек. Можно их поделить на два водосборных бассейна — урмийский и бассейн реки Кызылузен. Урмийский бассейн охватывает западные реки и ручьи, которые непосредственно впадают в озеро, а также и северные, которые соединяются друг с другом при впадении в реку Тальх-е Руд, а кызылузенский бассейн — юго-восточные притоки Айдугмуща, которые около города Миане впадают в Сефидруд. Из-за влияния влажного средиземноморского климата на склонах, прилегающих к западу и югу, регистрируется достаточно высокое среднегодовое количество осадков, равное 500—600 м, и эти склоны более богаты ручьями, которые сформировали овраги, каньоны и долины с буйною растительностью. С другой стороны, влияние таких озер, как Урмия и Каспийское море, совершенно незначительны на этой территории. Присутствие диапира на горе оказывает негативное влияние на качество воды, потому что в каких-то местах вода может быть очень соленою, то есть, непригодною для питья или даже для орошения. Однако, из-за вышеуказанного феномена многие места около Сехенда изобилуют горячими источниками. К северу от Сехенда расположены суть Сардуд, Хосроущахр и мегаполис Тебриз, к западу находятся малые города Мамкан, Гуган и Азершехр, а на его южных склонах находятся Мераге и Бонаб. Высота подножья над уровнем моря составляет 1600—1800 м на востоке и 1200—1800 м — на остальных сторонах. Южные и юго-западные склоны, которые тяготеют к Мераге и Бонабу не такие крутые, как остальные, и на них находятся многочисленные пастбища. На более низких высотах преобладают барбарис, абрикос, миндалевые и ореховые деревья, а на более высоких — коровяк обыкновенный, тимьян (чабрец) и мята. Из-за обилия цветов и ручьев Сехенд заслужил прозвище «невеста иранских гор». Большую работу в исследовании особенностей сельского хозяйства этих краев провел французский иранист Х. де Планхол, согласно которому сельскохозяйственно ориентированный Сехенд отличается от соседнего Сабалана, на котором исторически преобладало кочевое скотоводство. Населенные пункты на Сехенде существуют даже на высоте 2500 м над уровнем моря, а одна из особенностей жизни населения — сезонные миграции в более низкие регионы в холодные месяцы. Окрестности Сехенда — важный центр сельского хозяйства, животноводства, пчеловодства.

## Геология
Массив сложен андезитовыми и базальтовыми лавами, туфами и вулканическим пеплом. Склоны расчленены горными ущельями (барранкосами) глубиной до 300 м. Вершины покрыты снегом. За историческое время извержения неизвестны.